# Apátfalva
Apátfalva là một thị trấn thuộc hạt Csongrád, Hungary. Thị trấn này có diện tích 53,77 km², dân số năm 2010 là 3039 người, mật độ 57 người/km².